# Minimalny poziom energetyczny
Minimalny poziom energetyczny – najniższe położenie zwierciadła spiętrzonej wody umożliwiające pracę elektrowni. Minimalny poziom energetyczny jest określany w metrach nad poziomem morza (m n.p.m.) i podawany z dokładnością do 1 cm.